# Metal Gear Solid HD Collection
Metal Gear Solid HD Collection es una colección remasterizada en HD de los videojuegos Metal Gear Solid 2: Sons of Liberty, Metal Gear Solid 3: Snake Eater y Metal Gear Solid: Peace Walker, disponible para las plataformas PlayStation 3, Xbox 360 y PlayStation Vita.

## Diferencias de versiones
En Japón, Metal Gear Solid: Peace Walker no está incluido como parte de la colección. En su lugar, incluye un código para descargar el primer Metal Gear Solid en consolas PlayStation como compensación. Metal Gear Solid: Peace Walker se vende como juego individual en Japón bajo el nombre de "Metal Gear Solid: Peace Walker HD Edition". Cabe aclarar que la versión para PS Vita incluye solo el 2 y el 3.

## Juegos

### Metal Gear Solid (Solo en PlayStation 3)
Narra la historia de Solid Snake en su incursión a la isla de Shadow Moses, secuestrada por rebeldes de su antigua unidad "Fox Hound".
NOTA: Incluye la versión de PlayStation, manteniendo su resolución y gráficos, esto no está dentro del compilatorio en sí, pero al jugar cualquiera de los juegos primera vez (precisamente Sons of Liberty o Snake Eater), en PS3 se da de manera gratuita para descargar el primer Metal Gear Solid y su expansión Vr Missions de PlayStation 1.

### Metal Gear Solid 2: Sons of Liberty
La historia gira alrededor de Dead Cell, un grupo formado por terroristas que se hacen llamar "Sons of Liberty", y el protagonista es Raiden, y Snake solo es un protagonista prólogo.
La edición HD se basa en el relanzamiento Metal Gear Solid 2: Substance, este relanzamiento se basa en la versión de PC lanzada en 2003. Teniendo una resolución de video en 720p. No incluye el minijuego de skateboarding que venía en la versión de PS2.

### Metal Gear Solid 3: Snake Eater
En plena Guerra Fría entre los Estados Unidos y la Unión Soviética, se centra en el grupo operativo FOX de Naked Snake.
Incluye los juegos Metal Gear (1987) y Metal Gear 2: Solid Snake (1990) de MSX2 en el contenido extra, esto porque se incluye en Metal Gear Solid 3: Subsistence, y al igual que Substance, Subsistence sirvió como base para la versión HD, pero la versión de PlayStation 3 es la única en basarse en la versión Subsistence de PlayStation 2. Esto porque se pretendía que Snake Eater y Subsistence serían exclusivos de PS2, y no estarían disponibles en Xbox (dado al poco tiempo y mala experiencia que Kojima tuvo para hacer el port de MGS2 para la Xbox Clásica), cosa contraria que pasó en la edición HD que no fue exclusiva de PS3. Además el juego, pasa de funcionar en 30fps como en PS2, a 60fps en las versiones de PS3 y Xbox 360, mientras que en PS Vita, el rendimiento sigue siendo exactamente igual que en PS2, es decir, de 30fps.
- MGS3 HD (PS3): MGS3: Subsistence (PS2)

### Metal Gear Solid: Peace Walker
Se sitúa en 1974, en Centroamérica, nos pone en el papel de Naked Snake, también conocido como Big Boss, 10 años después de los sucesos acontecidos en Metal Gear Solid 3: Snake Eater, y 4 años después de los sucesos de Metal Gear Solid: Portable Ops.
A diferencia de Sons of Liberty y Snake Eater, Peace Walker no tuvo relanzamientos por tratarse de un juego reciente en esos años, y la edición HD se basa en la versión normal de PSP, no obstante lo más nuevo de la versión de PSP en su tiempo, fueron unos DLC que eran exclusivos de Japón, y dicho contenido fue agregado para todas las versiones regionales de la versión HD del juego, y la versión de PlayStation 3 es la única que se basa más fielmente en la contraparte original de PSP en cuanto al factor de botones se refiere, dado que el DualShock 3 posee los mismos botones que en PSP, incluso un poco más teniendo en cuenta los gatillos y un segundo stick análogo, con la diferencia de que por ejemplo, se cambian los botones L y R, por los botones L1, R1, L2, y R2 en PlayStation 3, y por los botones LB, RB, LT, y RT en Xbox 360, y en esta última los botones de figuras de PSP y PS3, son cambiados por los botones se letras de la marca Xbox, es decir: X, Y, B, y A respectivamente. En cuanto a la resolución de la tercera sobremesa de Sony y la segunda consola de Microsoft, es de 720p, en ambas funcionando a 60fps, a diferencia de los 20fps de la versión de PSP, además de agregarse la función de vibración en las versiones de sobremesa, función que por obvias razones no está en la versión de PSP.
- MGS: PW HD Edition (PS3): MGS: Peace Walker (PSP)

- Datos: Q1880634